# Handsome Boy Modeling School
Handsome Boy Modeling School é uma dupla de hip hop norte-americana fundada em 1999 por Dan the Automator e Prince Paul. Uma de suas canções, "Holy Calamity", do álbum So... How's Your Girl?, figurou na trilha sonora de Tony Hawk's Underground 2.

## Discografia

### Singles
- 1999 "Magnetizing"
- 1999 "Rock 'n' Roll (Could Never Hip Hop Like This)"
- 1999 "The Projects (PJays)"
- 2000 "Sunshine"
- 2004 "The World's Gone Mad" (com Alex Kapranos, Del Tha Funkee Homosapien e Barrington Levy)

### Albums
- So... How's Your Girl? (1999)
- White People (2004)

### Remixes
- 1999 Beastie Boys - "The Negotiation Limerick File"
- 2001 Alec Empire e El-P - álbum Shards of Pol-Pottery
- 2004 Jack Johnson - "Breakdown" (no álbum "White People")